# Bataille de Fachoda
Guerre des Mahdistes (1881-1899)
Batailles
- Aba
- El Obeid
- Première bataille d'El Teb
- Deuxième bataille d'El Teb
- Tamai
- Trinkitat
- El Eilafun
- Abu Klea
- Abu Kru
- Khartoum
- Kirbekan
- Hashin
- Tofrek
- Ginnis
- Metemma
- Toski
- Agordat
- Barca
- Tokar
- Serobeti
- Agordat
- Kassala
- Gulusit
- 1er Sebderat
- 2e Sebderat
- Mokram
- Tucruf
- Firkat
- Hafir
- Bedden
- Redjaf
- Abu Hamed
- Atbara
- Omdurman
- Fachoda
- Gedaref
- Roseires
- Umm Diwaykarat

La bataille de Fachoda est livrée le 25 août 1898 au Soudan, pendant la guerre des Mahdistes. Elle oppose une petite garnison française sous les ordres du capitaine
Jean-Baptiste Marchand à quelques milliers de guerriers derviches, et prend fin par la défaite de ces derniers.

## La bataille
Pour un article plus général, voir Crise de Fachoda.
Le 10 juillet 1898, le capitaine Marchand qui commande une petite mission militaire française s'est installé dans le poste déserté de Fachoda sur le Nil, à 650 kilomètres au sud de Khartoum, la capitale du Soudan, alors aux mains des Mahdistes. Ceux-ci, informés de la présence française, décident d'y mettre fin et envoient une forte expédition de 2 000 ou 3 000 combattants qui embarquent à bord de deux vapeurs armés de canons, le Safieh et le Tewfikieh, et de sept chalands, pris en remorque par les vapeurs.
Le 25 août, les bâtiments soudanais arrivent en vue de Fachoda. Leur artillerie ouvre le feu mais elle est hors de portée. La garnison française composée de 9 officiers et sous-officiers (capitaine Albert Baratier, capitaine Charles Mangin, adjudant De Prat, sergent Bernard …) et de 120 tirailleurs sénégalais est solidement retranchée derrière les fortifications du poste qui ont été considérablement étayées. Lorsque les navires se présentent devant Fachoda, ils sont accueillis par des feux de salve précis et meurtriers (14 000 cartouches de carabines Lebel tuent 500 derviches ) qui empêchent le débarquement des Derviches.
Le Safieh tombe en panne juste en face du poste et les chalands qu'il tracte demeurent immobiles à ses côtés offrant des cibles si parfaites que le capitaine Charles Mangin qualifie le tir des Français d'« exécution militaire ». Le second vapeur vient au secours du premier et parvient à le dégager. Les navires battent en retraite et retournent vers Khartoum, poursuivis le long de la rive, sur quatre kilomètres, par Mangin et une section de tirailleurs afin de dissuader toute tentative de débarquement.